# 五分市駅
五分市駅（ごぶいちえき）は、かつて福井県武生市（現・越前市）上真柄町にあった、福井鉄道南越線の駅（廃駅）である。

## 歴史
- 1914年（大正3年）
  - 1月29日：武岡軽便鉄道 新武生（後の社武生） - 当駅間が開業。
  - 5月22日：当駅 - 粟田部間が延伸開業。
- 1918年（大正7年）3月19日：武岡鉄道に社名変更。
- 1924年（大正13年）3月7日：今立鉄道（未開業）と合併し、南越鉄道となる。
- 1941年（昭和16年）7月2日：福武電気鉄道に合併。同社の南越線の駅となる。
- 1945年（昭和20年）8月1日：鯖浦電気鉄道が合併して福井鉄道となり、当駅は同社南越線の駅となる。
- 1981年（昭和56年）4月1日：社武生 - 粟田部間の廃止により廃駅となる。

## 駅構造
相対式ホーム2面2線を有する駅で、貨物駅を兼ねていた。貨物の取り扱いが南越線の駅の中では一番多く、北村方で分岐していた福井化学工業（旧・東洋セロファン）武生工場と東洋化成工業武生工場と福岡商店からの3つの専用線が重なり合う形で乗入れていた。

## 駅跡
駅舎・線路とも現在は取り壊されて道路となっており、記念案内板と駅跡の看板が設置されている。

## 隣の駅
福井鉄道
南越線（廃止）
北村駅 - 五分市駅 - 粟田部駅